# Frédéric Berger
Frédéric Berger (27 agosto 1964) è un ex saltatore con gli sci francese.

## Biografia
In Coppa del Mondo esordì il 30 dicembre 1983 a Oberstdorf (99°) e ottenne l'unico podio il 22 dicembre 1985 a Chamonix (3°).
In carriera prese parte a un'edizione dei Giochi olimpici invernali, Calgary 1988 (49° nel trampolino normale, non classificato nel trampolino lungo) e a due dei Campionati mondiali (39° nel trampolino normale e nel trampolino lungo a Oberstdorf 1987 i migliori piazzamenti).

## Palmarès

### Coppa del Mondo
- Miglior piazzamento in classifica generale: 40º nel 1986
- 1 podio (individuale):
  - 1 terzo posto